# Эрлен, Генрих
Генрих Макс Эрлен (нем. Heinrich Max Erlen; 26 января 1907, Хинденбург, Германская империя — 5 мая 1974, Бад-Киссинген, ФРГ) — немецкий юрист, гауптштурмфюрер СС, офицер айнзацкоманды 3, входившей в состав айнзацгруппы A, осуществлявшей массовые убийства в Прибалтике. После войны работал в федеральном ведомстве уголовной полиции.

## Биография
Генрих Эрлен родился 26 января 1907 года. После окончания школы изучал право в университетах Берлина, Вены и Кёнигсберга. 1 мая 1933 года вступил в НСДАП (билет № 2270978 ) и в том же году — в Штурмовые отряды (СА), к которым принадлежал до 1936 года. В июне 1937 года поступил на службу в уголовную полиции Гляйвице. С 1938 по 1939 год проходил обучение в школе полиции безопасности и СД в Шарлотенбурге. После окончания учебного курса в звании унтерштурмфюрера СС был принят в аппарат СД. С 1939 по 1941 год был руководителем уголовной полиции в Гляйвице, а затем — в Оппельне.
После нападения Германии на СССР с января 1942 по март 1944 года возглавлял отделение гестапо в Вильнюсе. Сам Эрлен позже заявлял, что возглавлял там уголовную полицию. Он участвовал в массовых казнях евреев в районе  Понар. Эрлен трижды командовал полицией безопасности, которая обеспечивала прикрытие литовским коллаборационистам во время казней. В 1943 году ему было присвоено звание гауптштурмфюрера СС. В 1944 году был переведён в Катовице, где до прибытия Красной армии возглавлял местную уголовную полицию.
После окончания войны оказался в советском плену. Из-за своей причастности к совершенных в Вильнюсе военных преступлениях был приговорён советским военным трибуналом к 25 годам трудовых лагерей. Наказание отбывал в различных лагерях системы ГУЛАГ. После визита канцлера ФРГ Конрада Аденауэра в Москву Эрлен 18 октября 1955 года был освобождён и выслан в ФРГ.
В следующем году поступил на службу в федеральное ведомство уголовной полиции (BKA) и в феврале 1957 года был принят на госслужбу. После того как окружной суд во Франкфурте-на-Майне выдал ордер на его арест по подозрению в участии в массовых казнях, 14 декабря 1959 года Эрлен был арестован в отделении BKA. В марте 1960 года против него было возбуждено официальное делопроизводство. Однако из-за отбытого заключения в Советском Союзе 22 августа 1966 года земельный суд Висбадена прекратил расследование против него. Увольнение Эрлена послужило началом различных неприятных «открытий» службы высокопоставленных нацистских чиновников в BKA. Последние годы своей жизни провёл вместе с женой в Аалене.